# Loch Lomond
Loch Lomond er en sø i Skotland. Med et overfladeareal på omkring 71 km² er det den største sø i Storbritannien.
Loch Lomond giver vand til Loch Lomond-whisky destilleriet, der ligger ved dens bred.
Loch Lomond er tegneseriefiguren Kaptajn Haddocks yndlingswhisky.
"Loch Lomond" er også en skotsk folkemelodi. Sangen er også kendt som en signatursang for gruppen Runrig.
I 2002 blev Loch Lomond en del af den nyoprettede nationalpark Loch Lomond and the Trossachs National Park.
Den 152 km lange vandresti West Highland Way fra Glasgow til Fort William følger østkysten af Loch Lomond.